# Couto (Arcos de Valdevez)
Couto ist eine Gemeinde (Freguesia) im nordportugiesischen Kreis Arcos de Valdevez. In ihr leben 646 Einwohner (Stand 19. April 2021). 